# Dürrenstein (szczyt w Ybbstaler Alpen)
Dürrenstein – szczyt w Alpach Ybbstalskich, części Północnych Alp Wapiennych. Leży w Austrii, w kraju związkowym Styria. Szczyt można zdobyć ze schroniska Ybbstaler Hütte.